# Sebastian Langkamp
Sebastian Langkamp (Spira, 15 gennaio 1988) è un ex calciatore tedesco, di ruolo difensore.

## Biografia
È fratello di Matthias, a sua volta calciatore professionista.

## Carriera

### Club
Ha giocato nella prima divisione tedesca con Karlsruhe, Augusta, Hertha Berlino (club con cui ha anche giocato 5 partite in UEFA Europa League) e Werder Brema. Nel 2021 si è trasferito al Perth Glory, club della prima divisione australiana.

### Nazionale
Ha giocato nelle nazionali tedesche Under-18 ed Under-21.